# Кабилија
Кабиле или Кабилија (Изворно: Tamurt en Yiqbayliyen илиTazwawa) природни је и историјски регион у северном Алжиру. 
Кабилију насељавају Кабили, племе берберског порекла.

## Географија
Кабилија се налази на ивици Средоземног мора и део је планинског ланца Тел Атлас (Мали Атлас). 
Земљиште је планинско (до 2 308 m), делом пошумљено и богато воденим токовима. Кабилија је богата гвозденом, оловном и бакарном рудом.
Главни земљораднички производи су:
- пшеница
- маслине
- средоземно воће
- грожђе

У Кабилији се налазе два национална парка: Гоураја и Ђурђа.

## Историја
Кабилија је у античко доба била део Краљевине Нумидије (202. п. н. е. - 46. п. н. е.). Касније је ову област преузело римско царство. Године 289. п. н. е. берберско племе из Кабиле, побунило се против римске владавине, међутим побуњеници су поражени након једногодишње офанзиве и протерани из своје домовине у Кабилији, у Сахару.
Земља Кабила дуго је била неосвојива и недоступна Османским трупама. Османлије су успоставили неколико војних насеља и ту су наметали владавину исламског Османског царства. Планинско језгро, међутим, није било освојено. Ислам је ипак постепено усвојен.
Током владавине Алжира, већина Кабила је била независна. Кабилија је била подељена у два главна краљевства, краљевство Куку и краљевство Аит Абас.
Уследила је колонијализација, а овај регион је био једно од последњих упоришта против француске колонијализације. Французи су постепено заузели ову област 1830.